# 동복 강씨
동복 강씨(同福姜氏)는 전라남도 화순군 동복면을 본관으로 하는 한국의 성씨이다.
시조는 강우문(姜遇文)으로 소윤(少尹)직을 지냈다고 한다.

## 참고 자료
- “동복강씨(同福姜氏)”. 뿌리를 찾아서.[깨진 링크(과거 내용 찾기)]